# Renault Trafic
Renault Trafic, Nissan Primastar e Opel/Vauxhall Vivaro são furgões utilitários de médio porte criados a partir de uma joint venture. As versões anteriores do Renault Trafic foram vendidas pela Chevrolet e a 1ª geração atualmente é vendida na Índia pela Tata Motors.
A Opel confirmou que irá produzir a próxima geração do Vivaro na GM Manufacturing Luton em 2013.

## Historia
A 1ª geração do Trafic foi produzido a partir de 1981 a 2000 na Europa. De 1997 a 2000 foi também vendido como Chevrolet Trafic, Opel Arena e Vauxhall Arena.
A 2ª geração foi desenvolvida em conjunto em Paris (França), em colaboração entre Renault-Nissan e General Motors, por isso também é vendida como Nissan Primastar, Opel Vivaro e no Reino Unido como Vauxhall Vivaro.
A 3 geração é iniciada em 2014, em 2021 a van da Renault passa a contar somente com 3 motores a diesel sendo eles o dCi 150, dCi 110 e o dCi 170, nesse mesmo ano a Trafic comemora 40 anos de existência, contando com 2 Milhões de unidades vendidas em 50 países. 

## Trafic Formula Edition
Em 2015 a Renault fez uma versão esportiva limitada a 50 unidades para o mercado holandês, essa versão conta com banco de couro e novas rodas, pintura fosca na cor preta e outras coisas.

## Galeria
- 1ª geração (1980-01)
- 2ª geração (2001-14)
- 3ª geração (2014-presente)